# جوایز ویدئو موسیقی ام‌تی‌وی ۲۰۱۹
جوایز موزیک ویدئوی ام‌تی‌وی ۲۰۱۹، در ۲۶ اوت ۲۰۱۹ برگزار شد. این رویداد در لس آنجلس، کالیفرنیا با میزبانی سباستین مانسیسکو برگزار شد. آریانا گرانده و تیلور سوئیفت با ۱۲ نامزدی بیشترین سهم را در این دوره داردند. بیشترین جوایز را آریانا گرانده، تیلور سوئیفت و بیلی آیلیش با ۳ جایزه را به خود اختصاص دادند.
| هنرمند              | آهنگ                                          |
| ------------------- | --------------------------------------------- |
| آوا مکث             | "Torn" "Sweet but Psycho"                     |
| CNCO                | "De Cero"                                     |
| Megan Thee Stallion | "Big Ole Freak" "Hot Girl Summer" "Cash Shit" |